# Natuurtoestand
De natuurtoestand is een filosofische voorstelling van een sociale toestand, die voorafgaat aan een georganiseerde staatsvorm.

## Sociaal contract
Onder meer de filosofen Jean Jacques Rousseau en Thomas Hobbes onderbouwden de noodzaak van een politieke organisatie op grond van deze vooronderstelling. Van nature verkeert volgens Hobbes de mens in een oorlog van allen tegen allen, waarin de afzonderlijke individuele belangen continu met elkaar in botsing komen. Dit zou komen door schaarste volgens Rousseau, Hobbes ging er echter van uit dat het conflict leidt tot schaarste. Deze toestand, waarin homo homini lupus est (de mens voor de mens een wolf is), wordt opgeheven door de institutie van een regering; hiervoor is een sociaal contract noodzakelijk. Over de vorm van de regering waren deze denkers het niet allemaal eens; Hobbes bijvoorbeeld bepleitte een absolute monarchie, terwijl anderen voorstanders waren van een democratie, of een andere vorm.

## Immanuel Kant
In Die Religion innerhalb der Grenzen der bloßen Vernunft beargumenteert Immanuel Kant dat de natuurtoestand slechts kan worden opgeheven door de gezamenlijke participatie in een ethisches gemeines Wesen, dat noch monarchisch, noch aristocratisch, noch democratisch is, maar veeleer lijkt op de organisatie van een gezin of een familie (?). Het instituut dat deze zedelijke gemeenschap wil realiseren is volgens hem de monotheïstische religie.